# وزارة الاقتصاد والمالية (قرغيزستان)
وزارة الاقتصاد والمالية (بالقرغيزية: Экономика жана финансы министрлиги) (الروسية: Министерство экономики и финансов) هي وزارة حكومية قيرغيزية تشرف على المالية العامة في قرغيزستان. تم تشكيلها من دمج وزارة الاقتصاد ووزارة المالية بعد التعديل الحكومي في 12 فبراير 2021.

## الوزراء
- كريمجان كوناكونوف، 1991[2]
- أمانجيلدي مورالييف، 1991-1992
- كامتشيبيك شاكيروف، ديسمبر 1992 – 1994[3][4]
- كميلبيك ناناييف، 1994-1996[5]
- تالايبك كويتشومانوف، 1996-1998 [6][7]
- مارات سلطانوف، يناير 1999 – يوليو 1999[8]
- سلطان مديروف، يوليو 1999 – 2000؟[9]
- تيميربيك أكماتالييف، 2001؟ – يناير 2002[10]
- بولوت أبيلدايف، يناير 2002 – مارس 2005[11]
- أكيلبيك زاباروف، سبتمبر 2005 – ديسمبر 2007[12][13]
- طاجيكان كاليمبيتوفا، ديسمبر 2007 – يناير 2009[14]
- مارات سلطانوف، يناير 2009 – أبريل 2010[8]
- تيمير سارييف، أبريل 2010 – يوليو 2010[15]
- تشوروبيك إماشيف، يوليو 2010 – يناير 2011[16]
- دينارا شايدييفا، يناير 2011 – فبراير 2011
- ميليس مامبيتزانوف، فبراير 2011 – ديسمبر 2011[17]
- أكيلبيك جاباروف، ديسمبر 2011 – سبتمبر 2012[12]
- أولغا لافروفا، سبتمبر 2012 – أبريل 2015[18]
- أديلبيك كاسيمالييف، نوفمبر 2015 – ديسمبر 2018[19]
- باكتيجول جينباييفا، ديسمبر 2018 – أكتوبر 2020[20][21]
- كيالبك موكاشيف، أكتوبر 2020 – فبراير 2021
- أولوكبيك كارميشاكوف، فبراير 2021 – أكتوبر 2021
- ألماز باكتاييف، أكتوبر 2021 – حتى الآن[22]

## أنظر أيضا
- اقتصاد قرغيزستان